# تامبو، کوئینزلند
تامبو (به انگلیسی: Tambo) یک شهرک در استرالیا است که در کوئینزلند واقع شده‌است.